# Elaphria trapezoides
Elaphria trapezoides là một loài bướm đêm trong họ Noctuidae.